# Austracris basalis
Austracris basalis är en insektsart som först beskrevs av Walker, F. 1870.  Austracris basalis ingår i släktet Austracris och familjen gräshoppor. Inga underarter finns listade i Catalogue of Life.